# Linda Preiss Rothschild
Linda Preiss Rothschild (28 de febrer de 1945) és una professora emèrita de matemàtiques a la Universitat de Califòrnia, San Diego. La seva recerca de tesi tractava sobre els grups de Lie, però posteriorment els seus interessos van incloure també la factorització polinòmica, les equacions diferencials en derivades parcials, l'anàlisi harmònica, i la teoria de diverses variables complexes.

## Educació i carrera
Rothschild és filla de marxants de la pell de Filadèlfia i no va poder d'assistir al millor institut de la ciutat, ja que en aquells temps estava restringit als nois. Es va graduar a la Universitat de Pennsilvània l'any 1966. Després de no poder entrar a la Universitat de Princeton, on volia fer el postgrau, perquè era també no mixta, va obtenir el doctorat l'any 1970 a l'Institut Tecnològic de Massachusetts sota la supervisió d'Isadore Singer. Va ocupar posicions temporals al MIT, a la Universitat Tufts, a la Universitat de Colúmbia, a l'Institut d'Estudis Avançats, i a la Universitat de Princeton abans d'obtenir una plaça com a professora associada a la Universitat de Wisconsin l'any 1976. Es va traslladar a San Diego al 1983, i es va retirar l'any 2011.
Rothschild era presidenta de l'Associació de Dones en Matemàtiques de 1983 a 1985, i vicepresidenta de la Societat Americana de Matemàtiques de 1985 a 1987. Ha estat co-editora en cap de la revista Mathematical Research Letters d'ençà de 1994.
El seu marit, M. Salah Baouendi, era també un distingit professor de matemàtiques a la Universitat de Califòrnia a San Diego; va morir el 2011.

## Premis i honors
A Rothschild li van atorgar una beca Sloan l'any 1976. Al 1997, Rothschild va ser conferenciant Emmy Noether de l'Associació de Dones en Matemàtiques, presentant el tema "Com viuen les varietats reals en l'espai complex?", i va ser conferenciaint convidada en el Congrés Internacional de Matemàtics l'any 2006. Va ser elegida fellow de l'Acadèmia Americana d'Arts i Ciències l'any 2005, i al 2012 es va convertir en una de les membre inaugurals de la Societat Americana de Matemàtiques. Es va celebrar una conferència en el seu honor l'any 2008 a la Universitat de Fribourg, a Suïssa. L'any 2017, va ser seleccionada membre de l'Associació de Dones en Matemàtiques en la sessió inaugural.
Ella i el seu marit van rebre conjuntament el Premi Stefan Bergman de la Societat Americana de Matemàtiques l'any 2003.